# Los Paisas (banda criminal)
Los Paisas fue una organización criminal y narcoparamilitar colombiana con base principal de operaciones en la ciudad de Medellín, proveniente de los restos de los grupos paramilitares que se desmovilizaron durante las conversaciones de paz con el gobierno en el periodo 2004-2006 y que eran parte del conflicto armado interno colombiano. El nombre "Los Paisas" se originó del apodo que suele utilizarse para los locales de Antioquia, donde fue concebida la organización, y sus integrantes eran principalmente oriundos de la región Paisa. Según información de la Policía Nacional de Colombia, esta banda criminal fue disuelta por acciones de la Fuerza Pública en el año 2014, y los miembros que han escapado de las autoridades formaron a ser parte del Clan Úsuga, conocido también como Clan del Golfo.

## Origen
Inicialmente, Los Paisas fue un grupo de milicias rurales de la Oficina de Envigado, fundada y organizada por Diego Fernando Murillo, alias "Don Berna", y Guillermo Ceballos, quienes estaban al servicio del Cartel de Medellín. Luego, al ser asesinado su jefe Fernando Galeano por orden de Pablo Escobar, "Don Berna" y Ceballos se aliaron con Los Pepes para eliminar al líder del Cartel de Medellín. Después de la muerte de Escobar y la disolución de Los Pepes, agruparon los combos delincuenciales que estaban al servicio del Cartel de Medellín en una sola organización: "La Oficina de Envigado", que empezó siendo parte de las Autodefensas Unidas de Colombia (AUC). Pese a la desmovilización de las AUC en 2006, "Don Berna" fue arrestado por el asesinato de un político local, aunque logró ejecutar su imperio criminal desde la cárcel y llegó a un acuerdo con las autoridades para dejar de usar su poder y mantener la violencia a un mínimo. Un año atrás, Ceballos fue asesinado en Medellín, dejando el control total de la Oficina a "Don Berna" quien fuese extraditado en 2008 a los Estados Unidos. Aprovechando este hecho, las milicias rurales de la Oficina se separaron de la organización para conformar el grupo criminal conocido como "Los Paisas".
A pesar de tener ambiciones de expansión en sus comienzos, los Paisas estaban concentrados en la región paisa, más exactamente en Antioquia. Tenían presencia en la Guajira, Córdoba, Bolívar, Sucre, Atlántico y Cesar, donde las autoridades capturaron a sus miembros, acabando de manera gradual con sus planes de expansión. En este contexto, los Paisas habían puesto sus ojos en la destrucción del Clan Úsuga a toda costa; para lo cual pudieron haber llegado a acuerdos con otros grupos al margen de la ley como algunos frentes de las Fuerzas Armadas Revolucionarias de Colombia (FARC). En 2012, según versión de una red de informantes, representantes de Los Paisas, junto a los líderes del Clan Úsuga y Los Rastrojos, habrían sostenido una reunión clandestina en la ciudad de Medellín, con el fin de acordar una repartición de "territorios" en el departamento para acabar con los enfrentamientos entre las mismas organizaciones criminales y comenzar a trabajar en conjunto para una futura alianza.

## Operaciones
En el frente de seguridad "Los Paisas" eran despiadados, eliminando a sus enemigos y, a veces, las familias de sus enemigos en un intento de infundir miedo. Estuvo conformado por muchos jóvenes asesinos que crecieron en las Autodefensas Unidas de Colombia (AUC). Muchos de ellos no conocían otra vida que la de la guerra casi constante. Reclutaron paramilitares desmovilizados, en su mayoría antiguos entre 2004-2006. Su modus operandi era similar a la de un grupo paramilitar: su trabajo estaba en las ciudades y pequeños pueblos, tratando de controlar los flujos de drogas hacia la costa, donde la vendían a organizaciones que cuentan con infraestructura más grande y que pueden mover la droga en el exterior; las autoridades apuntan a acuerdos con el cartel mexicano de Los Zetas. También controlaban el microtráfico en las áreas bajo su mando, así como extorsiones a los negocios, locales y fincas. En los últimos años el negocio del narcotráfico se ha visto debilitado, producto de las acciones militares de las Fuerzas Armadas, lo que los obligó a buscar ingresos alternativos en la minería ilegal de oro, que le permitió subsistir por un tiempo a este grupo criminal, aún después de la captura de su último cabecilla; German Bustos, alias "El Puma" en 2012. Antes del "Puma", había sido capturado en 2011 el principal cabecilla y fundador de la organización Luis Fernando Jaramillo Arroyave, alias "Nano".